# Seznam členů Rady Českého rozhlasu
Toto je seznam členů Rady Českého rozhlasu. Zahrnuje současné i bývalé členy Rady Českého rozhlasu, její předsedy i místopředsedy. Rada Českého rozhlasu (ČRo) má od roku 2023 devět členů, které volí a odvolává Poslanecká sněmovna Parlamentu České republiky (6 členů) a Senát Parlamentu České republiky (3 členové), a to na funkční období 6 let; mohou být zvoleni opětovně.
V letech 1992–2002 byla Rada ČRo devítičlenná, volila ji a odvolávala ji Česká národní rada, od roku 1993 Poslanecká sněmovna, a to na funkční období 5 let. Členové mohli být voleni nejvýše na dvě funkční období po sobě. V letech 2002–2023 byla Rada ČRo devítičlenná, volila ji a odvolávala ji Poslanecká sněmovna, a to na funkční období 6 let, přičemž každé 2 roky byla volena jedna třetina členů. Členové mohli být voleni nejvýše na dvě funkční období po sobě.

## Členové
Zeleně a tučně jsou zvýrazněny osoby figurující v aktuálním složení rady (k 29. březnu 2025).
| Jméno               | Od                | Do                | Volitel             | Funkce                       | Od                                           | Do                                           |
| ------------------- | ----------------- | ----------------- | ------------------- | ---------------------------- | -------------------------------------------- | -------------------------------------------- |
| Petr Arenberger     | 23. května 2018   | 7. dubna 2021     | Poslanecká sněmovna |                              |                                              |                                              |
| Milan Norbert Badal | 17. prosince 2010 | 17. prosince 2016 | Poslanecká sněmovna | místopředseda                | 25. listopadu 2015                           | 27. dubna 2016                               |
| Hana Bělohradská    | 30. ledna 1992    | 29. ledna 1997    | Česká národní rada  |                              |                                              |                                              |
| Milan Blažek        | 26. února 1997    | 25. února 2002    | Poslanecká sněmovna |                              |                                              |                                              |
| Milan Blažek        | 26. února 2002    | 26. února 2008    | Poslanecká sněmovna |                              |                                              |                                              |
| Miroslav Bobek      | 1. března 2024    | ve funkci         | Poslanecká sněmovna |                              |                                              |                                              |
| Zbigniew Czendlik   | 28. března 2025   | ve funkci         | Senát               |                              |                                              |                                              |
| Miroslav Dittrich   | 18. ledna 2017    | 18. ledna 2023    | Poslanecká sněmovna | místopředseda předseda       | 25. dubna 2018 20. května 2020 30. září 2020 | 27. března 2020 30. září 2020 18. ledna 2023 |
| Jiří Dohnal         | 12. ledna 2023    | ve funkci         | Poslanecká sněmovna |                              |                                              |                                              |
| Hana Dohnálková     | 26. března 2014   | 26. března 2020   | Poslanecká sněmovna | předsedkyně                  | 27. dubna 2016                               | 26. března 2020                              |
| Jiří Florian        | 27. února 2004    | 26. února 2010    | Poslanecká sněmovna | předseda                     | 3. května 2006                               | 26. února 2010                               |
| Pavel Hazuka        | 19. března 2008   | 26. února 2010    | Poslanecká sněmovna |                              |                                              |                                              |
| Dana Jaklová        | 16. března 2006   | 16. března 2012   | Poslanecká sněmovna | místopředsedkyně předsedkyně | 3. května 2006 28. dubna 2010                | 26. února 2010 16. března 2012               |
| Vítězslav Jandák    | 9. června 2017    | 9. června 2023    | Poslanecká sněmovna |                              |                                              |                                              |
| Ladislav Jíša       | 15. března 2006   | 23. března 2011   | Poslanecká sněmovna | místopředseda                | 26. března 2008 28. dubna 2010               | 26. února 2010 23. března 2011               |
| Jan Kalfus          | 26. února 1997    | 30. října 1998    | Poslanecká sněmovna |                              |                                              |                                              |
| Helena Klímová      | 30. ledna 1992    | 2. října 1994     | Česká národní rada  |                              |                                              |                                              |
| Tomáš Kňourek       | 19. února 2013    | 19. února 2019    | Poslanecká sněmovna | místopředseda                | 27. dubna 2016                               | 27. dubna 2018                               |
| Tomáš Kňourek       | 13. března 2019   | 13. března 2025   | Poslanecká sněmovna | místopředseda                | 20. května 2020 25. května 2022              | 20. května 2022 24. října 2023               |
| Barbara Köpplová    | 26. února 1997    | 25. února 2002    | Poslanecká sněmovna |                              |                                              |                                              |
| Štěpán Kotrba       | 27. února 2004    | 23. dubna 2007    | Poslanecká sněmovna |                              |                                              |                                              |
| Iva Kotrlá          | 26. února 1997    | 25. února 2002    | Poslanecká sněmovna |                              |                                              |                                              |
| Jan Krůta           | 27. března 2019   | 27. března 2025   | Poslanecká sněmovna |                              |                                              |                                              |
| Milan Kudrys        | 20. června 2007   | 23. října 2007    | Poslanecká sněmovna |                              |                                              |                                              |
| Ervín Kukuczka      | 26. února 2002    | 26. února 2004    | Poslanecká sněmovna |                              |                                              |                                              |
| Ervín Kukuczka      | 8. června 2011    | 8. června 2017    | Poslanecká sněmovna |                              |                                              |                                              |
| Zdeněk Mahdal       | 30. května 2018   | 30. května 2024   | Poslanecká sněmovna | místopředseda                | 30. září 2020 1. října 2022                  | 30. září 2022 24. října 2023                 |
| Ondřej Matouš       | 29. září 2020     | ve funkci         | Poslanecká sněmovna | předseda                     | 18. ledna 2023                               | ve funkci                                    |
| Květoslava Neradová | 30. ledna 1992    | 29. ledna 1997    | Česká národní rada  | místopředsedkyně             | 1992?                                        | 1997?                                        |
| Josef Nerušil       | 29. září 2020     | 8. září 2021      | Poslanecká sněmovna |                              |                                              |                                              |
| Michal Pavlata      | 2. dubna 1999     | 25. února 2002    | Poslanecká sněmovna |                              |                                              |                                              |
| Michal Pavlata      | 26. února 2002    | 26. února 2006    | Poslanecká sněmovna |                              |                                              |                                              |
| Jaroslav Pochmon    | 30. ledna 1992    | 31. července 1993 | Česká národní rada  |                              |                                              |                                              |
| Jindřich Pokorný    | 30. ledna 1992    | 29. ledna 1997    | Česká národní rada  |                              |                                              |                                              |
| Marek Pokorný       | 11. března 2020   | ve funkci         | Poslanecká sněmovna | místopředseda                | 17. dubna 2024                               | ve funkci                                    |
| Vladimír Poštulka   | 13. října 1993    | 29. ledna 1997    | Poslanecká sněmovna |                              |                                              |                                              |
| Vladimír Poštulka   | 26. února 1997    | 28. ledna 1999    | Poslanecká sněmovna | předseda                     | 11. března 1997                              | 28. ledna 1999                               |
| Lenka Procházková   | 26. února 1997    | 25. února 2002    | Poslanecká sněmovna | místopředsedkyně             | 11. března 1997 6. března 2002               | 24. března 1999 25. září 2002                |
| Lenka Procházková   | 26. února 2002    | 26. února 2004    | Poslanecká sněmovna |                              |                                              |                                              |
| Michal Prokop       | 26. února 2002    | 26. února 2006    | Poslanecká sněmovna | místopředseda předseda       | 25. září 2002 30. června 2004                | 30. června 2004 26. února 2006               |
| Maria Ptáčková      | 26. února 2002    | 26. února 2004    | Poslanecká sněmovna |                              |                                              |                                              |
| Maria Ptáčková      | 27. února 2004    | 26. února 2010    | Poslanecká sněmovna |                              |                                              |                                              |
| Nelly Rasmussenová  | 30. ledna 1992    | 29. ledna 1997    | Česká národní rada  |                              |                                              |                                              |
| Tomáš Ratiborský    | 19. března 2008   | 19. března 2014   | Poslanecká sněmovna | místopředseda předseda       | 28. dubna 2010 26. dubna 2012                | 26. dubna 2012 19. března 2014               |
| Richard Seemann     | 26. února 1997    | 25. února 2002    | Poslanecká sněmovna | předseda                     | 24. března 1999                              | 25. února 2002                               |
| Richard Seemann     | 26. února 2002    | 26. února 2008    | Poslanecká sněmovna | předseda místopředseda       | 6. března 2002 30. června 2004               | 30. června 2004 26. února 2006               |
| Pavel Scheufler     | 30. ledna 1992    | 29. ledna 1997    | Česká národní rada  |                              |                                              |                                              |
| Pavel Scheufler     | 26. února 1997    | 25. února 2002    | Poslanecká sněmovna | místopředseda                | 11. března 1997                              | 25. února 2002                               |
| Jana Slánská        | 30. ledna 1992    | 29. ledna 1997    | Česká národní rada  |                              |                                              |                                              |
| Michal Stehlík      | 8. června 2011    | 8. června 2017    | Poslanecká sněmovna | místopředseda předseda       | 26. dubna 2012 14. května 2014               | 14. května 2014 25. listopadu 2015           |
| Zdeněk Susa         | 30. ledna 1992    | 29. ledna 1997    | Česká národní rada  | předseda                     | 1992                                         | 1997                                         |
| Zdeněk Susa         | 26. února 1997    | 25. února 2002    | Poslanecká sněmovna | místopředseda                | 24. března 1999                              | 25. února 2002                               |
| Petr Šafařík        | 8. června 2011    | 16. března 2012   | Poslanecká sněmovna |                              |                                              |                                              |
| Petr Šafařík        | 20. června 2012   | 20. června 2018   | Poslanecká sněmovna | místopředseda předseda       | 14. května 2014 25. listopadu 2015           | 25. listopadu 2015 31. března 2016           |
| Jaroslav Šebek      | 24. března 2022   | ve funkci         | Poslanecká sněmovna | místopředseda                | 25. června 2025                              |                                              |
| Jiří Šuchman        | 8. července 2021  | 24. října 2022    | Poslanecká sněmovna |                              |                                              |                                              |
| Ivan Tesař          | 8. června 2011    | 8. června 2017    | Poslanecká sněmovna | místopředseda                | 25. listopadu 2015                           | 27. dubna 2016                               |
| Milan Uhde          | 2. dubna 1999     | 25. února 2002    | Poslanecká sněmovna |                              |                                              |                                              |
| Milan Uhde          | 26. února 2002    | 26. února 2006    | Poslanecká sněmovna | místopředseda                | 6. března 2002                               | 26. února 2006                               |
| Oldřich Vágner      | 23. února 2023    | ve funkci         | Poslanecká sněmovna |                              |                                              |                                              |
| Jiří Vejvoda        | 26. března 2014   | 26. března 2020   | Poslanecká sněmovna | místopředseda                | 14. května 2014 27. dubna 2016               | 25. listopadu 2015 26. března 2020           |
| Václava Veselá      | 8. února 1995     | 29. ledna 1997    | Poslanecká sněmovna |                              |                                              |                                              |
| Ivan Vodochodský    | 14. května 2014   | 14. května 2020   | Poslanecká sněmovna |                              |                                              |                                              |
| Antonín Zelenka     | 21. března 2007   | 21. března 2013   | Poslanecká sněmovna |                              |                                              |                                              |
| Bohuš Zoubek        | 26. února 2002    | 26. února 2008    | Poslanecká sněmovna | místopředseda                | 3. května 2006                               | 26. března 2008                              |
| Bohuš Zoubek        | 19. března 2008   | 18. března 2014   | Poslanecká sněmovna | místopředseda                | 25. května 2011                              | 18. března 2014                              |